# 幸福工厂
《滿意工廠》是由Coffee Stain工作室开发的第一人称開放世界3D探索及工厂建造模擬遊戲。玩家在游戏中是一名被投放至外星球的工程师，手中只有有限的工具，需要采集行星上的资源建造复杂的自动化工厂。游戏的最初目标是建造太空電梯，随后需要为母公司（Ficsit）提供复杂的元件。
游戏的工厂建造部分被认为是3D版的《异星工厂》。与《异星工厂》等沙盒游戏不同的是，《滿意工廠》的地图为预设的，每个玩家的初始地图都是相同的，面积为30 km2。

## 游戏玩法
玩家是一名乘坐逃生舱坠落到外星球的工程师，可以选择4中不同的起始區域：草原、岩石沙漠、沙丘沙漠或北部森林，每个地图可获得的资源侧重不同。落地后，玩家首先利用逃生舱的材料建造基地，并开始在周围建造各种其他建筑。收集特定材料并加工后可以将基地升级，解锁更多建筑和资源，提供新的目标。
最初的收集和加工资源主要为玩家手动操作，当解锁新装置后，很多工序可以用自动化器械代替。火力發電廠、核电厂等可为自动化器械提供电源，资源采集器自动收集物资后通过傳動帶输送到加工装置。最终目标之一是建造太空电梯將太空站零件送至母艦。游戏中还包括武器和冒險等元素，在达成终极目标的过程中，玩家需要在星球的自然环境（菌群或动物群）中存活下来。

## 销售
进入抢先体验阶段后的三个月内，游戏卖出了超过50万份。截至2020年7月，游戏卖出超过130万份。